# جيرارد سميث (دبلوماسي)
جيرارد سميث (بالإنجليزية: Gerard C. Smith)‏ (و. 1914 – 1994 م) هو دبلوماسي، ومحامي، من الولايات المتحدة الأمريكية، توفي عن عمر يناهز 80 عاماً.

## جوائز
حصل على جوائز منها:
- وسام الحرية الرئاسي.

## روابط خارجية
- جيرارد سميث على موقع مونزينجر (الألمانية)